# Friedenseiche (Hamburg-Wellingsbüttel)

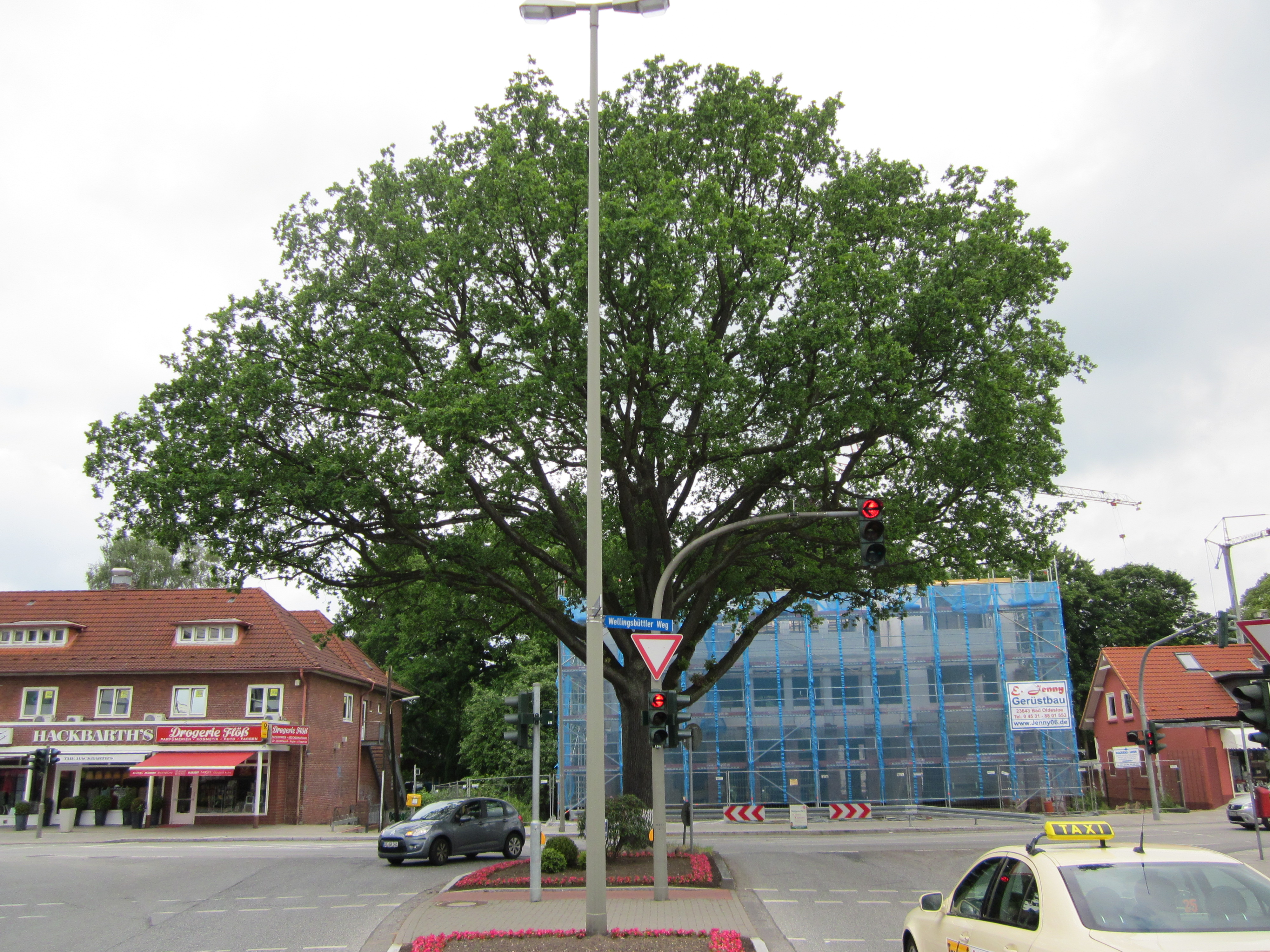
Die Friedenseiche

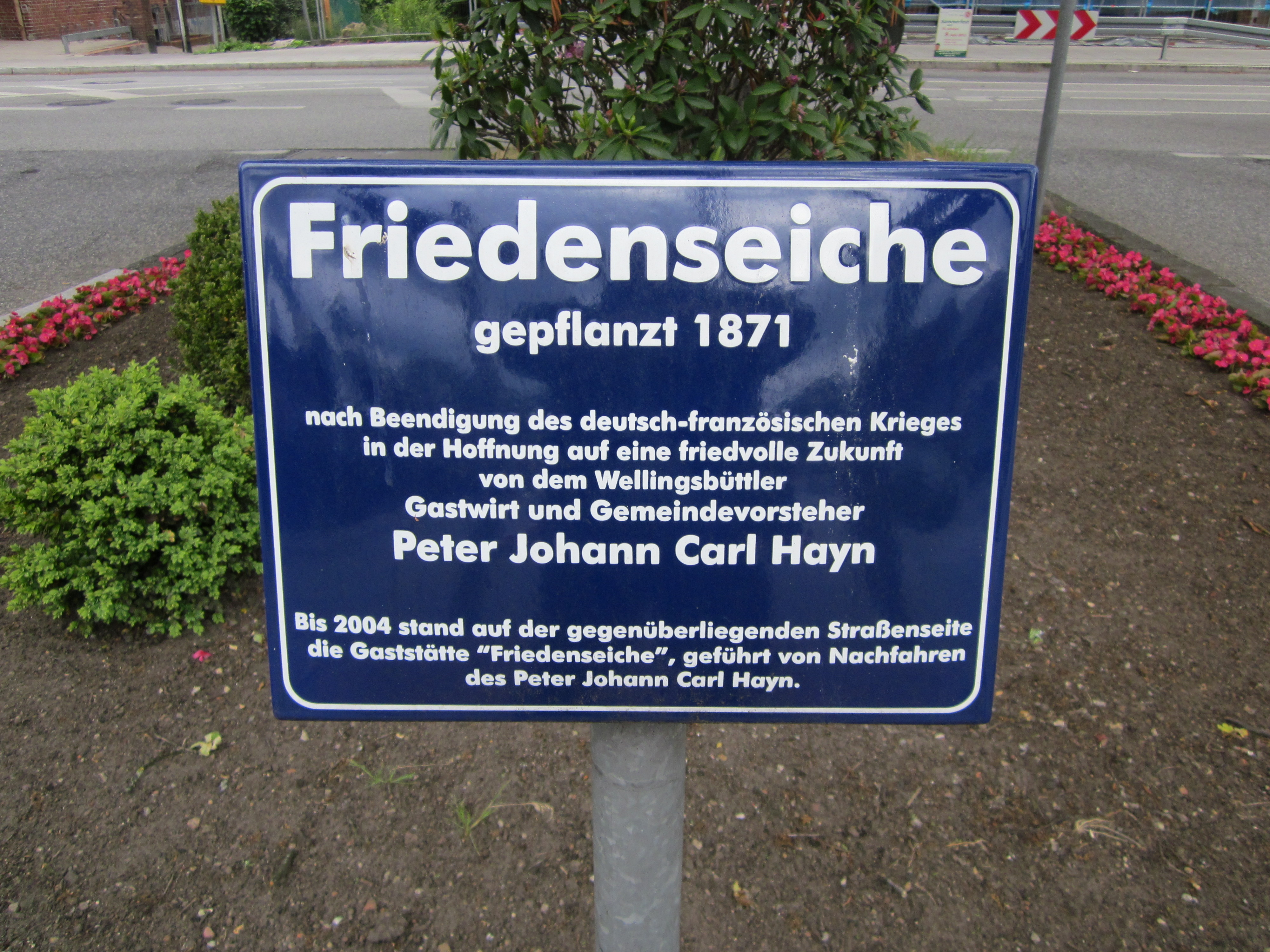
Ehemalige Tafel an der Friedenseiche

Die Friedenseiche  im Zentrum von Hamburg-Wellingsbüttel steht auf der Verkehrsinsel, einem schmalen ungepflasterten Streifen, an der Ecke Wellingsbüttler Weg/Rolfinckstraße. Nach seiner Art gehört der Baum zu den Stieleichen (Quercus robur). Es ist der bekannteste Baum Wellingbüttels.
Die Eiche wurde 1871 aus Anlass der Beendigung des Deutsch-Französischen Krieges gepflanzt. Auf der gegenüberliegenden Straßenseite befand sich lange eine Gaststätte, die denselben Namen trug. Der Gastwirt der daneben liegenden Gaststätte, Peter Johann Carl Hayn, der zugleich Gemeindevorsteher von Wellingsbüttel war, pflanzte den Baum, um „auf diese Weise seinen Wunsch nach einer friedvollen Zukunft“ auszudrücken. Auf Anlass und Pflanzenden weist ein nach dem Jahr 2004 aufgestelltes Schild neben dem Baum hin.
In der Nähe des Baumes sind Supermärkte, andere Geschäfte und ein Bäcker zu finden. Die Friedenseiche ist mit der S-Bahn und dem Bus an der Station Bahnhof Hamburg-Wellingsbüttel zu erreichen.